# 1710
| 1710               |
| ------------------ |
| Dødsfald - Fødsler |
| • Begivenheder     |

| Gregoriansk kalender | 1710 MDCCX              |
| Ab urbe condita      | 2463                    |
| Armensk kalender     | 1159 ԹՎ ՌՃԾԹ            |
| Kinesiske kalender   | 4406 – 4407 己丑 – 庚寅 |
| Etiopisk kalender    | 1702 – 1703             |
| Jødisk kalender      | 5470 – 5471             |
| Hindukalendere       |                         |
| - Vikram Samvat      | 1765 – 1766             |
| - Shaka Samvat       | 1632 – 1633             |
| - Kali Yuga          | 4811 – 4812             |
| Iransk kalender      | 1088 – 1089             |
| Islamisk kalender    | 1122 – 1123             |

Konge i Danmark: Frederik 4. 1699-1730 – Danmark i krig: Den store nordiske krig 1700-1721
Se også 1710 (tal)

## Begivenheder
- Iver Huitfeldts heltedåd på Køge bugt 4. oktober 171021. januar – Særlige domstole blev oprettet til behandling af skovsager – for eksempel brændetyveri og krybskytteri.
- 23. januar – I fægtningen ved Torsebro, nord for Kristianstad i Skåne, besejrer det danske marineregiment en svensk styrke.
- 10. marts – Slaget ved Helsingborg mellem Danmark og Sverige.
- 4. oktober - Slaget i Køge bugt, hvor linjeskibet Dannebroge springer i luften.
- 30. november – Tyrkiet erklærer krig mod Rusland.

Den Sorte Død kommer til Helsingør med et skib fra Lübeck.
Året efter spredes den til København hvor omkring 1/3 af befolkning dør.

## Født
- 3. januar – Giovanni Battista Pergolesi, italiensk komponist. (død 1736).

## Dødsfald
- 19. september – Ole Rømer, dansk astronom og ingeniør (født 1644).
- 4. oktober – Søhelten Ivar Huitfeldt, født den 5. december 1655 på Frederikssten i Norge. Han dør i et slag i Køge Bugt, hvor han kæmper videre i det brændende skib, Dannebroge, indtil ilden når krudtkammeret, og skibet eksploderer.

## Henvisning
1. ↑  Mette Svart Kristiansen. "Wodroffsgaards pestkirkegård, 1711" (62). Københavns Kronik: 6-7. Arkiveret fra originalen 3. juli 2007. Hentet 22. august 2010. {{cite journal}}: Cite journal kræver |journal= (hjælp)

| År | Spire Denne artikel om et år, årti, århundrede eller årtusinde er en spire som bør udbygges. Du er velkommen til at hjælpe Wikipedia ved at udvide den. |